# Erwin Ries
Erwin Ries (* 12. Oktober 1907 in Mannheim; † 16. März 1942 im Gulag des NKWD-Gebiets-Nordost) war ein deutscher KPD-Funktionär und Widerstandskämpfer gegen den Nationalsozialismus. Er war seit 1923 Mitglied der kommunistischen Jugend, seit 1930 Leiter des KJVD-Bezirks Baden-Pfalz und seit 1931 Mitglied im AM-Apparat der KPD (Pseudonyme Hans Baum und Paul Radke). Ries wurde zur Zeit des Großen Terrors in der Sowjetunion Opfer stalinistischer Säuberungen und 1942 erschossen.

## Herkunft und Ausbildung
Erwin Ries wurde am 12. Oktober 1907 in Mannheim als Sohn einer Arbeiterfamilie geboren. Sein Vater starb 1919 und seine Mutter Babette Ries, Jahrgang 1879, war KPD-Mitglied sowie Stadtverordnete der KPD in Mannheim und wurde im Alter von 42 Jahren Witwe. Neben Erwin waren noch zwei seiner Brüder KPD-Funktionäre.
Die Familie lebte in Armut, da die Mutter mit ihrer geringen Rente sechs Kinder ernähren musste. Ursprünglich kam sie aus der Pfalz nach Mannheim; ihr Mann stammte aus der Nähe von Sinsheim und arbeitete bei Brown, Bovery & Cie. (BBC) in Mannheim.
Nach acht Jahren Volksschule machte Ries eine Ausbildung zum Former bei der Heinrich Lanz AG in Mannheim. Während seiner Ausbildung leitete er eine kommunistische Jugendzelle bei Lanz. 1923 trat er dem Deutschen Metallarbeiterverband bei. Von 1925 bis 1929 war er bei einem Maschinenbauer und in einer Zahnradpumpenfabrik beschäftigt. Die Folgen der Wirtschaftskrise trafen auch Ries. Dieser war ab 1930, mit wenigen Ausnahmen als „Notstandsarbeiter“, erwerbslos. 1928 trat er aus dem Deutschen Metallarbeiterverband (DMV) aus und es folgte der Eintritt in die kommunistische Revolutionäre Gewerkschafts-Opposition (RGO).

## Politische Anfänge
Erwin Ries war seit 1923 Mitglied des Kommunistischen Jugendverbandes Deutschlands (KJVD) und seit 1930 der KPD. In den Jahren zwischen 1923 und 1931 erlebte Ries einen schrittweisen Aufstieg der KPD in der Weimarer Republik, der mit zahlreichen innerparteilichen Auseinandersetzungen an der Parteispitze verbunden war. 1927 reiste er als Angehöriger der „1. Arbeiterdelegation“ nach Moskau. Seine Frau, Friederike Ries lernte er im Kommunistischen Jugendverband Deutschlands (KJVD) kennen.
Im Jahr 1930 übernahm Ries mit 23 Jahren die Leitung des KJVD-Bezirks Baden-Pfalz. Zuvor war er schon Organisationsleiter der Jugendbezirksleitung und Gauführer der roten Jugendfront, der Jugendorganisation des Wehrverbands der KPD. 1931 wurde er Mitglied des illegalen militärischen Apparates der KPD. 1932 wurde er in Berlin und in der Sowjetunion von der Partei ausgebildet. Nach seiner Rückkehr 1933 übernahm Ries die illegale Tätigkeit der KPD-Bezirksleitung.

## Widerstandsarbeit
Ries war im Roten Frontkämpferbund tätig und kämpfte auf der Straße gegen Wehrverbände der NSDAP. Mit Ries’ Übernahme der illegalen Tätigkeit Anfang 1933 organisierte er aktiv den kommunistischen Widerstand der KPD in Mannheim. In der Bezirksleitung übernahm er von März bis Dezember 1933 den Posten des Technikers und war damit verantwortlich für Druck und Transport der Zeitungen, Materialien, Beschaffung von Räumen und so weiter. Im Wesentlichen hielt er die Verbindung zwischen Bezirksleitung und den Stadtteilen aufrecht und kümmerte sich um die Unterbringung von (wahrscheinlich flüchtenden) Parteifunktionären. Außerdem gab er die Funktionärszeitschrift „Vortrupp“ heraus, die die Umstellung der Betriebs- und Wohngebietsorganisation auf Zellen ermöglichen sollte. Im März 1933 leitete Ries die Verteilung von 10.000 Flugblättern über einen „internationalen antifaschistischen Kongress“ in Paris. Bis Oktober 1933 konnte die KPD in Mannheim ihre Aktivität durch Flugblattaktionen steigern. Ab Oktober wurden die Tätigkeiten der Polizei gegen Sozialdemokraten und Kommunisten intensiviert. In dieser (ersten) großen Verhaftungswelle wurden 48 kommunistische Aktive verhaftet, darunter auch Funktionäre der Bezirksleitung.

## Flucht und Exil
Das Ehepaar Ries floh am 9. März 1934 auf „Beschluss des Sekretariats“ unter „ausdrücklicher Zusicherung“, dass Ries in einem anderen Bezirk verwendet werden sollte. Beide wurden in den Prozessen nach der Verhaftungswelle von 1933 schwer belastet und sollten nie wieder nach Mannheim zurückkehren. Das Ehepaar floh über Straßburg nach Saarbrücken. Nach Ankunft in Saarbrücken übernahm Ries die Funktion des AM2 für das Saargebiet. In dieser Funktion war er verantwortlich Parteifunktionäre, Parteibüros und Veranstaltungen abzusichern. Ries übernahm dadurch eine gewichtige Aufgabe innerhalb der KPD, da am 13. Januar 1935 eine Volksabstimmung über eine Eingliederung des Saarland in das 3. Reich bevorstand. Ein Bündnis aus SPD und KPD führte einen erbitterten Wahlkampf mit Vertretern der NSDAP im Vorfeld der Abstimmung.
Am 18. Januar 1935, drei Tage nach der (für die KPD) verlorenen Abstimmung, zog das Ehepaar Ries nach Paris. Während Friederike in Paris blieb und erst im Mai 1935 nach Moskau reisen durfte, musste Erwin Ries weiter nach Moskau. Hier kam er Ende September 1935 an.
Am 1. Oktober 1935 wurde Ries Schüler an der Kommunistischen Universität der nationalen Minderheit des Westens (KUNMZ). Auf Grund seiner illegalen Aktivität in Nazi-Deutschland war Ries als Paul Radtke an der KUMNZ eingeschrieben. Im Zuge von Fraktionskämpfen innerhalb der Partei wurde das KUMNZ 1936 geschlossen. Am 13. Mai 1936 wurde Ries unter dem Decknamen Hans Braun an die Internationale Leninschule (ILS) delegiert.

## GULag und Tod
Im Oktober 1937 wurde Erwin Ries im Zuge der stalinistischen Säuberungswelle verhaftet. Über die Gründe ist nichts bekannt, jedoch wurden zum gleichen Zeitpunkt weitere Leninschüler sowie die Rektorin der ILS verhaftet. Am 3. November 1937 wurde Ries aus der KPD ausgeschlossen und am 5. Juni 1939 zu acht Jahren Haft wegen „antisowjetischer Tätigkeit“ verurteilt. Für diese Zeit wurde er ins GULag des NKWD-Nordost-Gebiets verbannt.
Über die genauen Umstände von Ries im Gulag ist nichts bekannt, jedoch kann man von schweren Lebensbedingungen, Unterversorgung und harter Arbeit bei starker Witterungen ausgehen. Generell waren die Gulag katastrophal überfüllt. 1938 überschritt die Zahl der Häftlinge die Zweimillionengrenze. Zudem befand sich Ries als politischer Häftling am unteren Ende der Häftlingshierarchie, was seine sowieso schlechten Haftbedingungen wahrscheinlich weiter verschlechterte.
Am 16. März 1942 wurde Erwin Ries erschossen. Weitere Informationen zu seinem Tod im Gulag sind nicht überliefert.

## Familie
Seine Frau Friederike Ries (30. September 1905 – 4. April 1989) war seit 1922 KJVD-Mitglied. 1926 kam es zu einer Festnahme wegen „antimilitaristischer Propaganda“ auf einer Demonstration in Ludwigshafen, worauf sie zu einer dreimonatigen Haft verurteilt wurde. Friederike Ries war seit 1930 Mitglied in der KPD und folgte ihrem Mann 1936 in die Sowjetunion. Auch sie besuchte die KUNMS und arbeitete von 1938 bis 1941 in einer Trikotagenfabrik. Am 12. September 1941 wurde sie verhaftet und saß bis September 1946 in „Sippenhaft“ in einem Strafarbeitslager in Sibirien. Danach arbeitete sie als Schneiderin und durfte 1955 in die DDR ausreisen. Hier war sie im Museum für Deutsche Geschichte in Ost-Berlin angestellt.